# Juan Miritello
Juan Bautista Miritello (Luján, Buenos Aires, Argentina; 8 de febrero de 1999) es un futbolista argentino que juega como delantero en Defensa y Justicia, de la Primera División de Argentina.

## Trayectoria
Tras su debut en la Primera División de Defensa y Justicia en 2019, el delantero fue cedido a Flandria, luego a Real Pilar, Talleres de Remedios de Escalada y San Martín de Tucumán para sumar experiencia. En su último paso demostró su gran potencial y regresó al ‘Halcón’ de Varela.
Durante el primer semestre del 2023 luchó por un lugar en el once titular, donde convirtió varios goles en partidos de la Liga Profesional y presencia en la Copa Sudamericana.
En dicha competencia internacional, el jugador fue encontrado culpable de la infracción a los artículos 6 y 7 del Reglamento Antidopaje de CONMEBOL el 11 de julio de 2023 y fue suspendido por tres meses.
A mediados de 2023 tiene su primera experiencia internacional y pasa a jugar al Asteras Tripolis de Grecia. 
En julio en 2024, tras la salida de Nicolás Fernández, Juan Miritello buscará su revancha en Defensa y Justicia.

## Estadísticas

### Clubes
Actualizado hasta su último partido disputado el 28 de marzo de 2025.
| Club                            | Div.          | Temporada     | Liga  | Liga  | Liga   | Copas nacionales | Copas nacionales | Copas nacionales | Copas internacionales | Copas internacionales | Copas internacionales | Total | Total | Total  | Media goleadora |
| Club                            | Div.          | Temporada     | Part. | Goles | Asist. | Part.            | Goles            | Asist.           | Part.                 | Goles                 | Asist.                | Part. | Goles | Asist. | Media goleadora |
| ------------------------------- | ------------- | ------------- | ----- | ----- | ------ | ---------------- | ---------------- | ---------------- | --------------------- | --------------------- | --------------------- | ----- | ----- | ------ | --------------- |
| Defensa y Justicia Argentina    | 1.ª           | 2019-20       | 1     | 0     | 0      | —                | —                | —                | —                     | —                     | —                     | 1     | 0     | 0      | 0.00            |
| C. S. y D. Flandria Argentina   | 3.ª           | 2019-20       | 5     | 1     | 0      | —                | —                | —                | —                     | —                     | —                     | 5     | 1     | 0      | 0.20            |
| C. S. y D. Flandria Argentina   | Total club    | Total club    | 5     | 1     | 0      | 0                | 0                | 0                | 0                     | 0                     | 0                     | 5     | 1     | 0      | 0.20            |
| Real Pilar F. C. Argentina      | 4.ª           | 2020          | 8     | 3     | 0      | —                | —                | —                | —                     | —                     | —                     | 8     | 3     | 0      | 0.38            |
| Real Pilar F. C. Argentina      | Total club    | Total club    | 8     | 3     | 0      | 0                | 0                | 0                | 0                     | 0                     | 0                     | 8     | 3     | 0      | 0.38            |
| C. A. Talleres (RdE) Argentina  | 3.ª           | 2021          | 33    | 11    | 0      | 1                | 0                | 0                | —                     | —                     | —                     | 34    | 11    | 0      | 0.32            |
| C. A. Talleres (RdE) Argentina  | Total club    | Total club    | 33    | 11    | 0      | 1                | 0                | 0                | 0                     | 0                     | 0                     | 34    | 11    | 0      | 0.32            |
| San Martín (T) Argentina        | 2.ª           | 2022          | 34    | 13    | 2      | 1                | 0                | 0                | —                     | —                     | —                     | 35    | 13    | 2      | 0.37            |
| San Martín (T) Argentina        | Total club    | Total club    | 34    | 13    | 2      | 1                | 0                | 0                | 0                     | 0                     | 0                     | 35    | 13    | 2      | 0.37            |
| Asteras Tripolis F. C. · Grecia | 1.ª           | 2023-24       | 29    | 13    | 2      | 2                | 1                | 0                | —                     | —                     | —                     | 31    | 14    | 2      | 0.45            |
| Asteras Tripolis F. C. · Grecia | Total club    | Total club    | 29    | 13    | 2      | 2                | 1                | 0                | 0                     | 0                     | 0                     | 31    | 14    | 2      | 0.45            |
| Defensa y Justicia Argentina    | 1.ª           | 2023          | 15    | 3     | 0      | —                | —                | —                | 3                     | 0                     | 0                     | 18    | 3     | 0      | 0.17            |
| Defensa y Justicia Argentina    | 1.ª           | 2024          | 20    | 5     | 3      | —                | —                | —                | —                     | —                     | —                     | 20    | 5     | 3      | 0.20            |
| Defensa y Justicia Argentina    | 1.ª           | 2025          | 9     | 4     | 0      | —                | —                | —                | —                     | —                     | —                     | 9     | 4     | 0      | 0.44            |
| Defensa y Justicia Argentina    | Total club    | Total club    | 45    | 12    | 3      | 0                | 0                | 0                | 3                     | 0                     | 0                     | 48    | 12    | 3      | 0.23            |
| Total carrera                   | Total carrera | Total carrera | 147   | 53    | 7      | 4                | 1                | 0                | 3                     | 0                     | 0                     | 154   | 54    | 7      | 0.35            |
| 1. 2.                           |               |               |       |       |        |                  |                  |                  |                       |                       |                       |       |       |        |                 |